# رودلف فريدريك بيرغ
رودلف فريدريك بيرغ (بالسويدية: Rudolf Fredrik Berg)‏ هو رائد أعمال ومهندس وسياسي سويدي، ولد في 31 مايو 1846 في السويد، وتوفي بنفس المكان في 8 ديسمبر 1907.